# Bushveld Classic
De Bushveld Classic was een golftoernooi in Zuid-Afrika, dat deel uitmaakte van de Sunshine Tour. Het toernooi werd op de Mogol Golf Club in Lephalale gespeeld. In 1996 werd het toernooi vernoemd tot Bosveld Classic.
In 1990 kwam er een einde aan de Apartheid en in 1991 mochten zwarte spelers meedoen op de Sunshine Tour. In dat jaar won John Mashego de Bushveld Classic, nadat hij Steve van Vuuren and Ian Palmer in de play-off versloeg. Het zou nog tien jaar duren voordat weer een zwarte speler een toernooi won.

## Winnaars
Bushveld Classic
- 1991:  John Mashego
- 1992:  Retief Goosen
- 1993:  Kevin Stone
- 1994:  Don Gammon
- 1995:  Kevin Stone

Bosveld Classic
- 1996:  James Kingston
- 1997:  Desvonde Botes

Amatola Sun Classic · Atlantic Beach Classic · Bell's Player Championship · Bloemfontein Classic · Botswana Open · Bushveld Classic · Canon Classic · Coca-Cola Charity Championship · Cock of the North · Devonvale Classic · Emfuleni Classic · Eskom Power Cup · General Motors Open · Goldfields Powerade Classic · Goodyear Classic · Graceland Challenge · Highveld Classic · ICL International · Iscor Newcastle Classic · Kalahari Classic · Limpopo Classic · Lombard Tyres Classic · Mafunyane Trophy · Mercedes Benz Golf Challenge · Mount Edgecombe Trophy · Namibië Open · Namibia PGA Championship · Nashua Wild Coast Sun Challenge · Natal Open · Nelson Mandela Invitational · Northern Cape Classic · Observatory Classic · Palabora Classic · Parmalat Classic · Radio Algoa Challenge · Randfontein Classic · Rhodesian Masters · Riviera Resort Classic · Royal Swazi Sun Classic · Seekers Travel Pro-Am · South African Masters · South African Match Play Championship · South African Pro-Am Invitational · Spoornet Classic · Sun Coast Classic · Transvaal Open · Vodacom Golf Championship · Vodacom Open · Vodacom Players Championship · Vodacom Series · Vodacom Trophy · Western Cape Classic · Western Province Open